# Senhor Ouine
Senhor Ouine (Monsieur Ouine) é um romance de 1943 escrito pelo francês George Bernanos. A obra conta a história de um professor aposentado que se estabelece em um vilarejo no norte da França, onde ele se vê rodeado por mortes misteriosas e outros eventos inexplicáveis. A obra foi publicada pela Atlantica Editora no Brasil. Em 2019 uma nova edição foi publica pela É Realizações Editora.

## Composição
Senhor Ouine tem sua origem em uma crise espiritual que Bernanos teve no início dos anos 1930, quando ele contemplou como o niilismo e o desespero levam ao mal. O livro levou nove anos para ser escrito e o autor o considera seu trabalho mais ambicioso. A trama é propositalmente ambígua e, em certas partes, inconsistente, dado que Bernanos considera o mal como instável e queria refletir isso no seu romance.

## Recepção
A Kirkus Reviews escreveu em 2000: "Esta é uma história de moralidade selvagem que retrata a morte da aristocracia fundiária e a grande "inocência" de uma civilização arruinada, isso com imagens nítidas, caracterizações precisas e intensidade imponente."